# هانستون
هانستون (به انگلیسی: Hanston) شهری در ایالت کانزاس کشور ایالات متحده آمریکا است که جمعیت آن در سرشماری سال ۲۰۱۰ میلادی، ۲۰۶ نفر بوده‌است.